# برنامه حفاظت از پرنسس
برنامه حفاظت از پرنسس (انگلیسی: Princess Protection Program) فیلمی تلویزیونی به کارگردانی الیسون لیدی-براون، نویسندگی آنی دیانگ و دیوید مورگاسن و تهیه‌کنندگی دنیل وینستوک و داگلاس اسلون و بازی سلنا گومز و دمی لواتو محصول سال ۲۰۰۹ میلادی است.